# Susie Porter
Pour les articles homonymes, voir Porter.
Susie Porter, née en 1971 à Newcastle en Australie, est une actrice de cinéma et de télévision australienne.

## Biographie
Elle a remporté plusieurs AFI Awards ainsi qu'un Logie Award.

## Filmographie

### Télévision
- 2023 : Le Renard : Prince des voleurs (The Artful Dodger) : Lady Jane Fox
- 2018 - 2021 : Wentworth : Marie Winter
- 2007 - 2011 : East West 101 : Patricia Wright
- 2009 - 2011 : The Jesters : Julia Wilson
- 2010 : Sisters of War : Kay Parker
- 2009 : My Place : Miss Muller
- 2008 - 2009 : East of Everything : Eve Pritchard
- 2006 : Two Twisted : Sam
- 2006 : Rêves et Cauchemars (Nightmares & Dreamscapes: From the Stories of Stephen King) : Sally Blair Kinnell
- 2006 : Love My Way : Christine
- 2006 : RAN: Remote Area Nurse : Helen Tremaine
- 2003 : Affaires non classées : Maxine Croft
- 2003 : Jeux de pouvoir (State of Play) : Susan Sagattchean
- 2001 : The Secret Life of Us : Pandora
- 1998 : Aftershocks : Marg Turnbull
- 1998 : Brigade des mers (Water Rats) : Julie Drummond
- 1998 : Childrens Hospital  (Série TV) : Frances Clarke
- 1998 : Wildside : Debbie
- 1997 : Big Sky (en) : Tracy
- 1996 : House Gang : la fille du magasin de bouteille

### Cinéma
- 2018 : Les Petites robes noires (Ladies in Black) de Bruce Beresford : Mrs. Miles
- 2017 : Cargo de Ben Howling et Yolanda Ramke : Susie
- 2016 : Love Hunters
- 2010 : Summer Coda : Angela
- 2009 : Lonely : Mum
- 2007 : Flipsical : Sue
- 2007 : The Manual : Mai
- 2006 : No Mail : Antonia Short
- 2006 : Caterpillar Wish : Susan Woodbridge
- 2005 : Little Fish : Jenny
- 2005 : Cool : Lucy
- 2002 : Teesh and Trude : Letitia (Teesh)
- 2002 : Star Wars, épisode II : L'Attaque des clones : Hermione Bagwa
- 2002 : Sway : Emma
- 2001 : Mullet : Tully
- 2000 : Bootmen : Sara
- 2000 : Cercle intime (The Monkey's Mask) : Jill Fitzpatrick
- 2000 : Better Than Sex : Cin
- 1999 : Feeling Sexy : Vicki
- 1999 : Two Hands : Deirdre
- 1998 : Amy : Anny Buchanan
- 1997 : Bienvenue à Woop Woop (Welcome to Woop Woop) : Angie
- 1997 : Paradise Road : Oggi
- 1996 : Mr. Reliable : Fay
- 1996 : Idiot Box : Betty